# Kistefos-Museet
Kistefos-Museet är ett norskt privat industriminne samt arbetslivs- och konstmuseum i Kistefoss i Jevnakers kommun. Det drivs av Stiftelsen Kistefos-Museet i en fastighet som ägs av AS Kistefos Træsliberi.
Pappersmassafabriken Kistefos Træsliberi grundades 1889 av Anders Sveaas (1840–1917) vid vattenfallet Kistefossen i Randselva nedströms Jevnaker och drevs fram till ungefär 1956. 
Företagsgrundarens sonson Christen Sveaas köpte aktiemajoriteten i företaget 1993 och inordnade det under sitt helägda investmentbolag Kistefos AS.
Kistefos-museet inrättades 1996 av Christen Sveaas i den tidigare fabriken med sin intakta produktionsutrustning. Där arrangeras också konstutställningar och utanför finns sedan 1999 Kistefos skulpturpark med norsk och utländsk samtidskonst, bland annat verk av Tony Cragg, Per Inge Bjørlo, Anish Kapoor och Fernando Botero.
Museet utvidgades 2029 med en separat 60 meter lång konsthallsbyggnad, kallad The Twist. Denna ritades av Bjarke Ingels Group och är byggd som en bro över Randselva. Den har 890 kvadratmeter utställningsyta.

## Bildgalleri

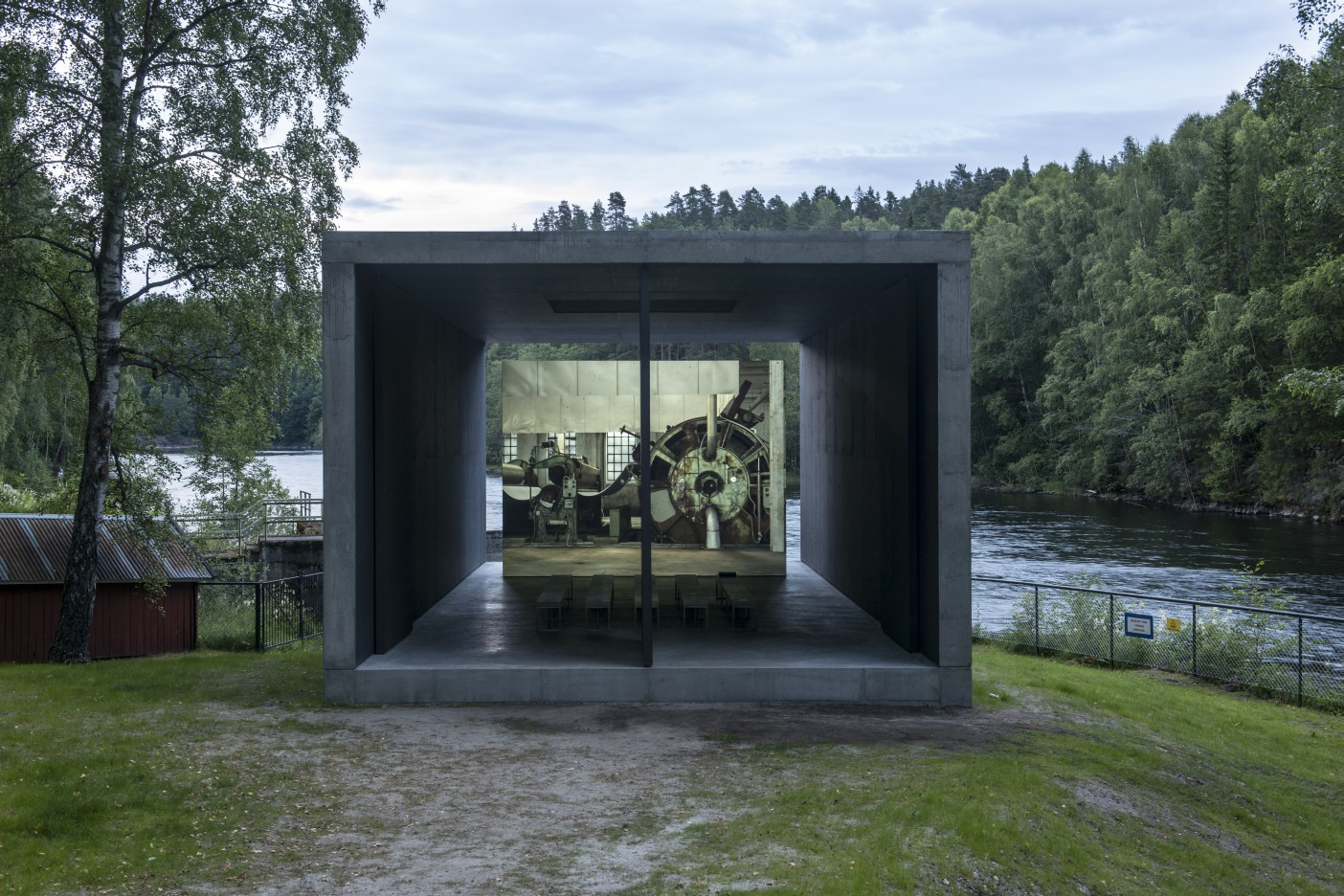
"Pappersmassepress" av den irländske artisten John Gerrard (född 1974), 2013
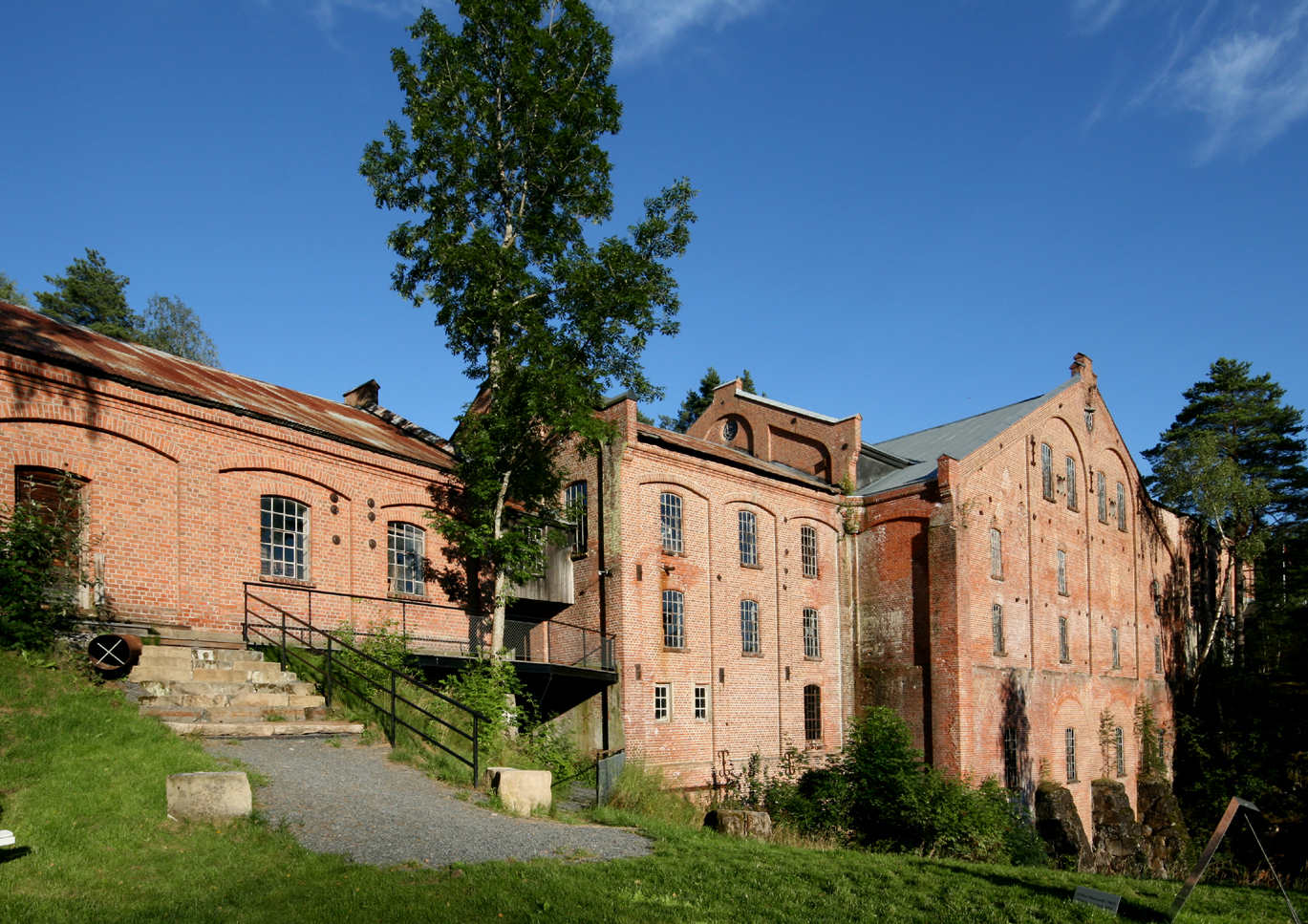
Kistefos Træsliberi